# Scaphytopius amazonicus
Scaphytopius amazonicus är en insektsart som beskrevs av Keti Maria Rocha Zanol 2000. Scaphytopius amazonicus ingår i släktet Scaphytopius och familjen dvärgstritar. Inga underarter finns listade i Catalogue of Life.